# Crespi d'Adda
Crespi d'Adda je povijesno naselje u gradu Capriate San Gervasio, Lombardija, sjeverna Italija, koje je izvanredan primjer "tvorničkog naselja" iz 19. stoljećs koje su industrijalci podizali u Europi i Sjevernoj Americi u želji da izađu u susret radničkim potrebama. Zbog nedirnute i iznimne arhitekture, koja je dijelom još u uporabi, lokalitet je 1995. godine upisan na UNESCO-ov popis mjesta svjetske baštine u Europi.

## Povijest i odlike
God. 1875., proizvođač tekstila, Cristoforo Benigo Crespi je kupio 1 km doline između rijeka Brembo i Adda, južno od Capriate, želeći osnovati vodenicu za predenje pamuka na rijeci Adda. Crespi je uveo najmoderniju tehnologiju u predenju pamuka, a naselje koje je podigao za radnike imalo je mnoge javne zgrade kojima su poboljšani uvjeti života radnika, kao što su: klinika, škola, kazalište, groblje, praonica i crkva. Stambene zgrade su, po uzoru na one u engleskim radničkim naseljima, poredane u paralelnim nizovima, istočno od tvornice. Avenija s drvoredom dijeli industrijsku zonu od stambene u obliku šahovnice. Inženjer Angelo Cola je bio zadužen za urbanistički plan naselja, a za arhitekturu njegovih zgrada arhitekt Ernesto Pirovano koji je tu radio sljedećih 50 godina.
God. 1906. je samo nekoliko km sjeverno od naselja, u Trezzou, izgrađena hidroelektrana koja je snabdjevala energijom tvornicu, ali i naselje koje je imalo prvu javnu rasvjetu u Italiji.
God. 1889. ravnateljem tvornice postao je Cristoforov sin Silvio Crespi, koji je jedno vrijeme proveo u Oldhamu u Engleskoj odakle je donio promjenu u organiziranju naselja. Napustio je duge nizove stambenih zgrada i 1892. godine započeo je graditi manje zgrade za jednu obitelj koje su imale osobni vrt. Na taj način je obitelj Crespi uspjela stvoriti radničko okružje s oko 3.200 radnika u kojemu u 50 godina rada nikada nezadovoljni radnici nisu organizirali niti jedan štrajk.
Nakon velike ekonomske krize 1929. godine i fađističke fiskalne politike, obitelj Crespi je bila primorana prodati naselje Talijanskom tekstilnom poduzeću STI koje ga je prepustilo tvrtki Rossart e Varzi 1970. godine, te tvrtki Legler koja je prodala većinu kuća. Naposljetku je Industrijska grupa Polli obnovila tvornicu koja dnas ima oko 600 uposlenika, većinom potomaka izvornih radnika.
- Tvornica Crespi
- Uredi i dvorana iz 1924. god.
- Crespi d'Adda crkva
- Radnička kuća s vrtom
- Radnički dom

## Vanjske poveznice
- Villaggio Crespi (Crespijevo radničko naselje)
- Crespi d'Adda